# Mil Mi-28
El Mil Mi-28 (en rus: Ми-28, designació OTAN: Havoc) és un helicòpter d'atac rus fabricat per la Fàbrica d'helicòpters Mil de Moscou des de final de la dècada del 1980. Es tracta d'un helicòpter amb rotor principal de cinc pales, biplaça en tàndem, i amb capacitat operativa tot temps i dia-nit. És una aeronau destinada totalment a l'atac, sense capacitat secundària per a transport de tropes, més optimitzat que el Mil Mi-24 per a missions antitancs. L'armament principal del Mil Mi-28 consta d'un canó sota el morro, i a més pot carregar de forma externa míssils i coets en quatre punts de suport muntats sota les estructures laterals de les ales.

## Desenvolupament

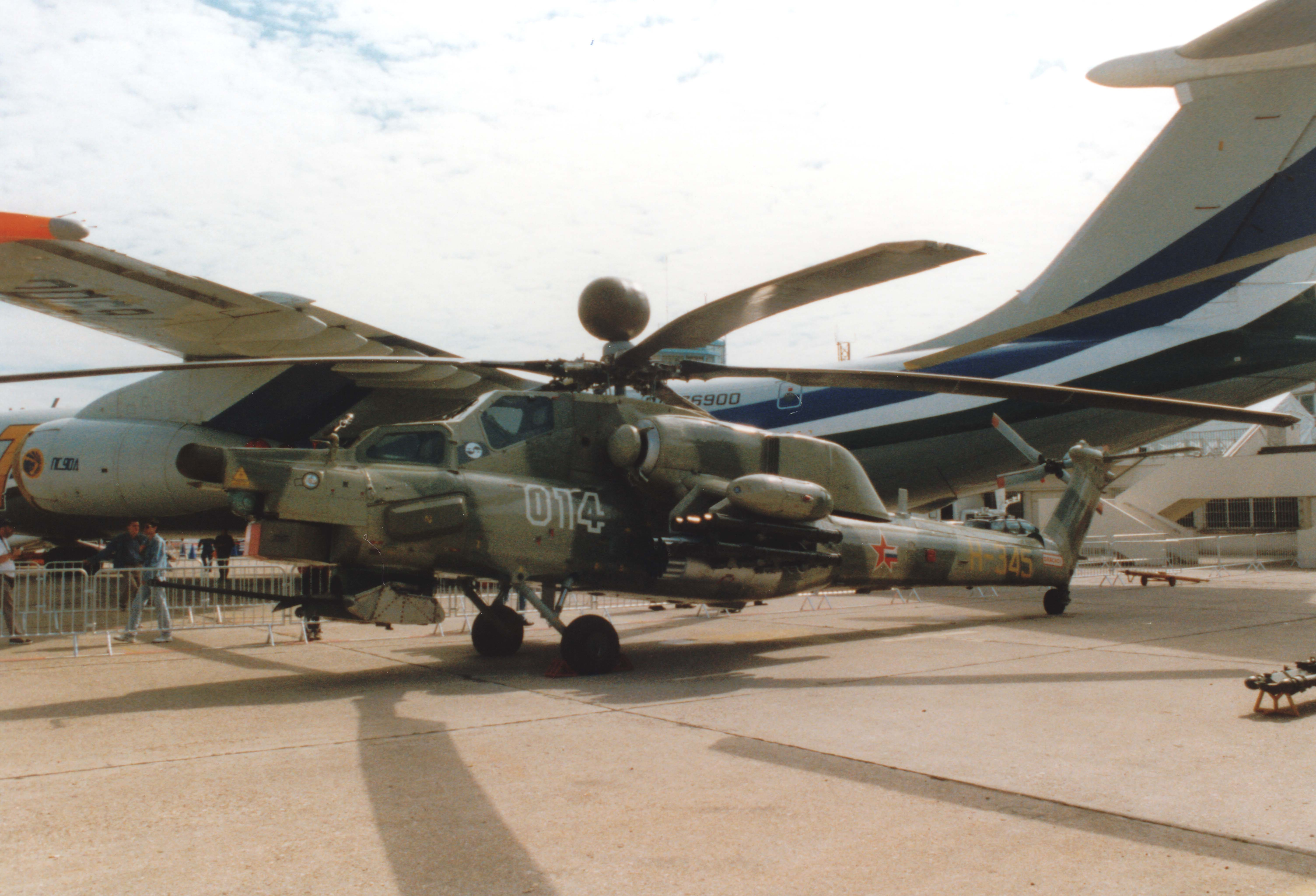
Mil Mi-28

El desenvolupament de l'helicòpter es va dur a terme a la planta d'helicòpters de Moscou. M. L. Mil des de 1978 en condicions de competència creativa amb l'Oficina de Disseny de Kamov, d'acord amb el Decret del Comitè Central del PCUS i el Consell de Ministres de l'URSS del 16 de desembre de 1976, que preveia la creació d'un sistema competitiu base d'una nova generació d'helicòpters de combat Mi-28 i V-80, més tard Ka-50.
L'origen del Mil Mi-28 Havoc es remunta a 1980. El primer prototip va volar el 10 de novembre i el 19 de desembre 1982 (pilot de proves G. R. Karapetyan, navegant de proves V. V. Tsigankov). La primera mostra del Mi-28 estava destinada principalment a l'eliminació del rendiment del vol i no portava un sistema d'armes. Es va instal·lar a la segona còpia de vol, el muntatge de la qual és la producció, pilot de MVZ finalitzat el setembre de 1983. En el seu disseny es van tenir en compte tots els comentaris de la comissió de maqueta de la Força Aèria.
La construcció de la tercera còpia de vol del Mi-28, el disseny de la qual va tenir en compte tots els comentaris del client i els canvis fets a les mostres experimentals a mesura que es van perfeccionar, la producció, pilot dels helicòpters de Moscou porta el nom. M. L. Mil va començar l'any 1985. L'helicòpter modernitzat va rebre el nom de Mi-28A el 1987. Les proves del Mi-28A millorat van començar el gener de 1988. Van anar bé, i l'any següent l'helicòpter es va demostrar per primera vegada al saló aeri de Le Bourget a París i en una exposició a Red Hill, prop de Londres, on va gaudir de gran interès entre els visitants. El mateix any, el primer helicòpter experimental Mi-28 es va presentar oficialment per primera vegada a la seva terra natal durant el festival d'aviació a Tushino. El gener de 1991, el segon Mi-28A, muntat per la producció pilot de l'MVZ, es va unir al programa de proves. El setembre de 1993, durant els exercicis d'armes combinades prop de Gorokhovets, els helicòpters van demostrar de manera brillant les seves qualitats de vol i combat.
El desenvolupament del Mi-28N va ser encapçalat pel dissenyador en cap adjunt V. A. Stekolnikov (més tard - Dissenyador en cap de la MVZ) i V. G. Shcherbina. El primer prototip del Mi-28N va sortir de la botiga de muntatge el 16 d'agost de 1996, i ja a l'octubre l'helicòpter va sortir a l'aire per primera vegada.
Les proves conjuntes estatals d'un helicòpter de combat experimental Mi-28N van començar el maig de 2005. El programa GSI va preveure una gran quantitat de treballs a terra i vols de prova, cosa que va permetre avaluar exhaustivament les propietats de combat de l'helicòpter. Per tal de resoldre els problemes operatius que sorgeixen durant el CSI i requereixen una solució ràpida i competent, la comissió estatal per a la realització del CSI d'un helicòpter de combat experimental Mi-28N estava dirigida directament pel comandant en cap de la Força Aèria.
A finals de desembre de 2005, el primer helicòpter de producció de la nova generació Mi-28N va ser aixecat a l'empresa.
La primera etapa del GSI Mi-28N es va completar el 2007.
D'acord amb la decisió del Codi Civil de la Força Aèria, el CSI de l'helicòpter Mi-28N es va dur a terme en dues etapes. Com a part de la primera etapa, es va emetre una conclusió preliminar sobre la possibilitat de produir un lot inicial d'helicòpters. Al mateix temps, les decisions del comandament de la Força Aèria van formar l'aspecte tècnic de l'helicòpter Mi-28N, que, després de la finalització de la primera etapa del CSI, l'helicòpter de les missions de combat per destruir les 24 hores del dia. Objectius terrestres amb el sistema d'armes principal, la segona etapa del CSI - objectius aeris amb míssils aire-aire, així com l'elevada taxa de supervivència de l'helicòpter a causa de l'equip amb contramesures electròniques.
GSI Mi-28N completat el 26 de desembre de 2008. Segons els resultats del CSI, es va establir que, pel que fa al rendiment del vol, les característiques d'estabilitat i controlabilitat, les capacitats del complex d'aviònica, l'abast i la precisió de les armes utilitzades, el Mi-28N generalment compleix els requisits de la TTZ.
L'helicòpter Mi-28N Nochnoy okhotnik (caçador nocturn) va ser adoptat per ordre del president de la Federació Russa el 15 d'octubre de 2009, el 27 de desembre de 2013 - pel Ministeri de Defensa.
Unitats el Ministeri de Defensa de Rússia projecta comprar un total de 300 unitats del Mil Mi-28 al costat dels Kamov Ka-52 Alligator, sent aquests últims destinats a les Forces especials, i a la Armada de Rússia per als vaixells de la classe Mistral.

## Disseny

### Estructura
Es tracta d'un helicòpter amb dos seients (pilot i artiller). Disposa d'un rotor principal amb cinc pales amb un diàmetre de 17,2 m i un de cua en forma de X. Té dues petites ales laterals per a emmagatzematge de l'armament. A més posseeix un compartiment habilitat per a tres persones pensat per a possibles evacuacions en el camp de batalla.

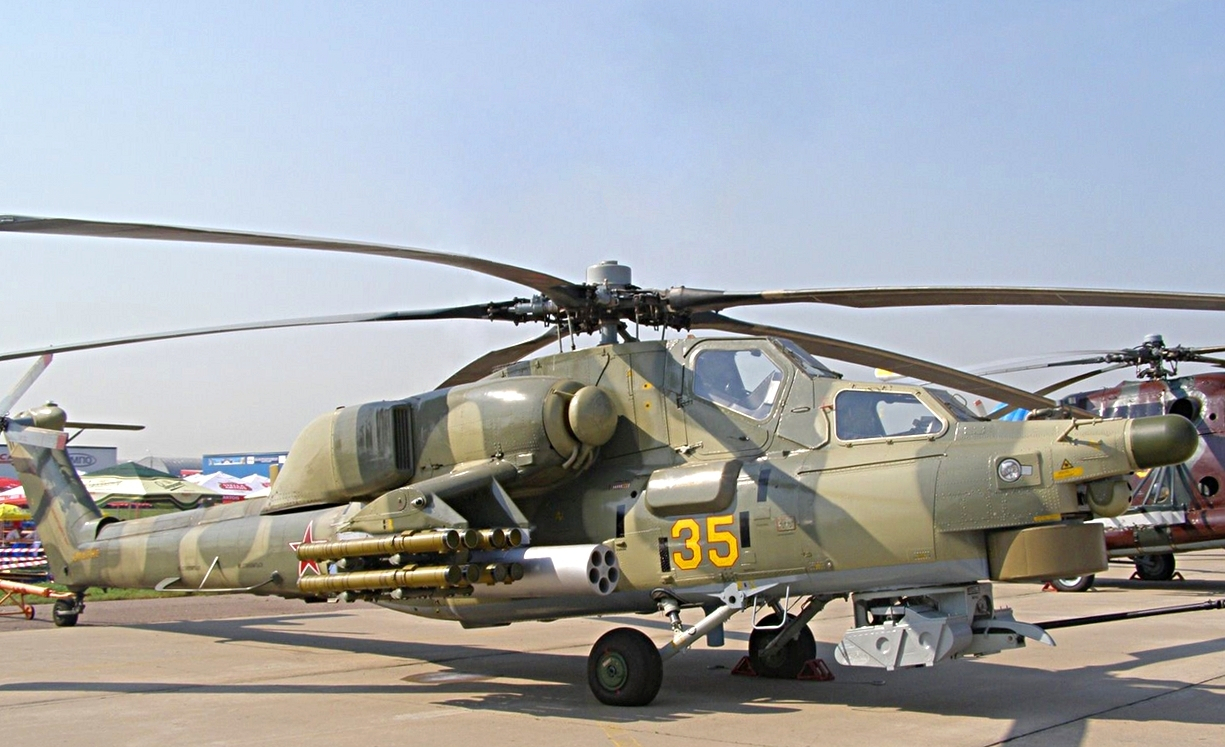
Mil Mi-28 a l'exhibició aèria internacional MAKS 2007

### Seguretat
L'helicòpter Mil Mi-28 posseeix una cabina blindada capaç de resistir l'impacte de projectils de fins a 12,7 mm. Té un sistema de salt amb paracaigudes per a altures grans i per a altures més petites (aterratges forçosos) amortidors especials d'alta resistència al xoc. Disposa també d'un sistema de contramesures amb dispensadors de bengales UV-26, així com sistemes d'alerta d'aproximació de míssils de banda ultraviolada. A més els elements menys importants estan situats al davant dels de major importància (que estan fins i tot duplicats) per minimitzar danys.

### Armament
L'helicòpter d'atac Mil Mi-28 disposa d'un canó Shipunov de 30 mm situat sota el morro de l'aparell amb una cadència de tir de 900 projectils/min i un màxim de 300 projectils. Disposa d'una gran varietat d'armes que s'ancoren a les ales laterals en 4 ancoratges en cadascuna. Algunes d'aquestes armes són:
- Míssils antitancs guiats AT-6 Spiral i AT-9 Spiral-2.
- Coets no guiats S-8 i S-13 de 80mm o de 130 mm.
- Bombes de fins a 500 kg..
- Canons de 40mm.
- Dispositius llançagranades.
- Dispositius de col·locació de mines.
- Mssil guiat: ATGM Shturm i Ataka
- Míssil Aire-aire Igla
- Missil Hermes

El sistema de guiat d'armes de les versions més antigues és una unitat de punteria electro-òptica Tor, les versions modernes incorporen el sistema d'apuntat integrat en el casc de l'artiller.

### Radar i aviònica

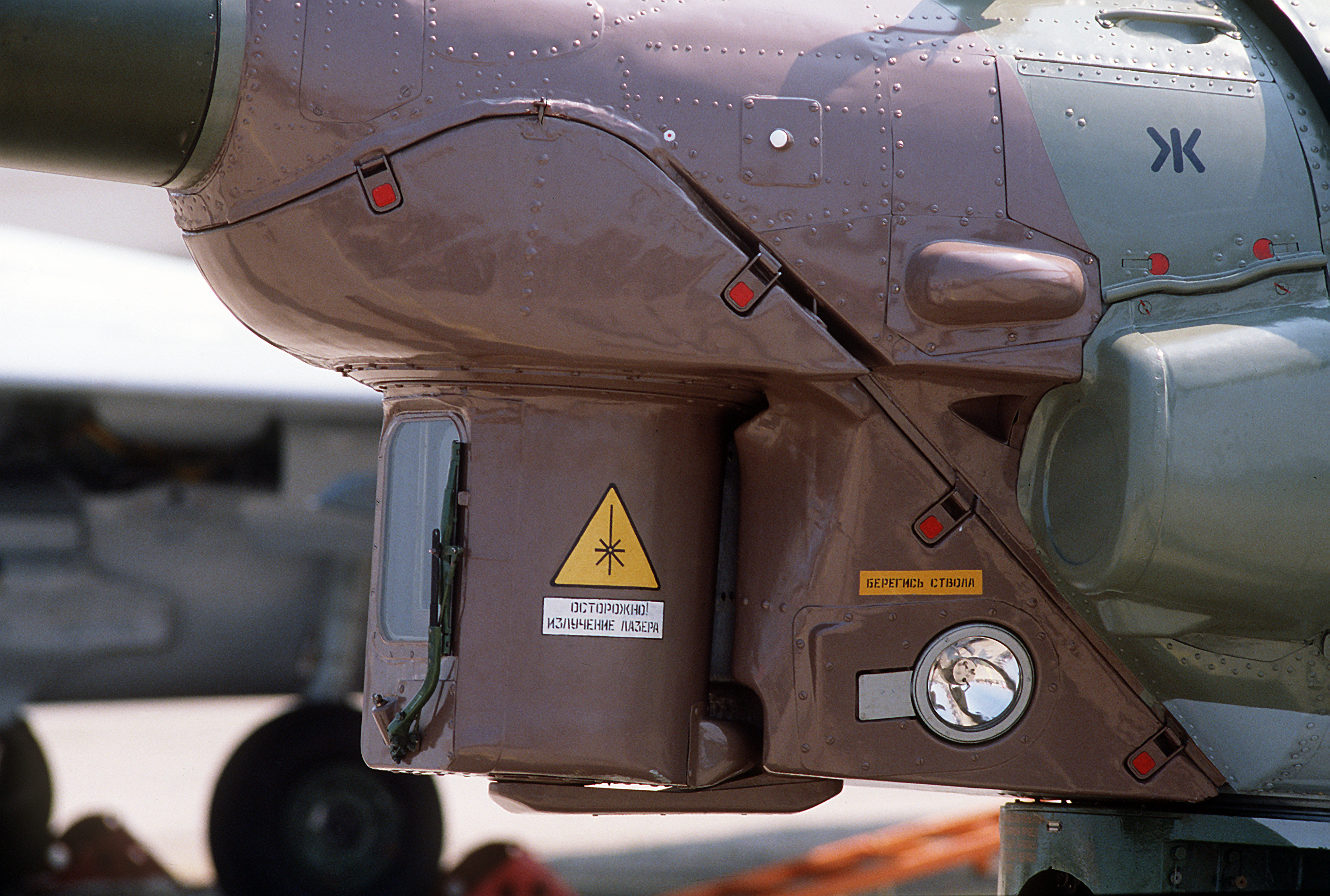
Sensors frontals del Mil Mi-28.

El radar és un N-025 Almaz-280 situat sobre el rotor principal que treballa en dos rangs de freqüència: bandes Ka (mil·limètriques) i bandes I/J (centimètriques). En la banda I/J el radar es fa servir per detectar blancs aeris fins a 20 km de distància i per observar fenòmens meteorològics fins a 100 km de distància. La banda mil·limètrica és usada per buscar blancs de superfície fins a distàncies de 10 km, així com per detectar obstacles en el terreny.
Posseeix la suite de aviónica integrada IKBO-28, aquesta és una suite de control de múltiples sensors d'observació (torretes electro-òptiques i radar), sistemes de maneig d'armament, comunicacions, i navegació. Tots els sistemes estan integrats per mitjà de busos de dades i controlats per 2 computadors digitals de sèrie Baget-53-015.
La IKBO-28 consta de:
- El sistema de navegació inercial INS-2000
- El sistema de referència de descàrrega d'adreça i altitud SBKV-2V-2.
- El radar de velocitat terrestre i deriva DISS-32-28.
- El radiocompàs ARK-25

## Variants

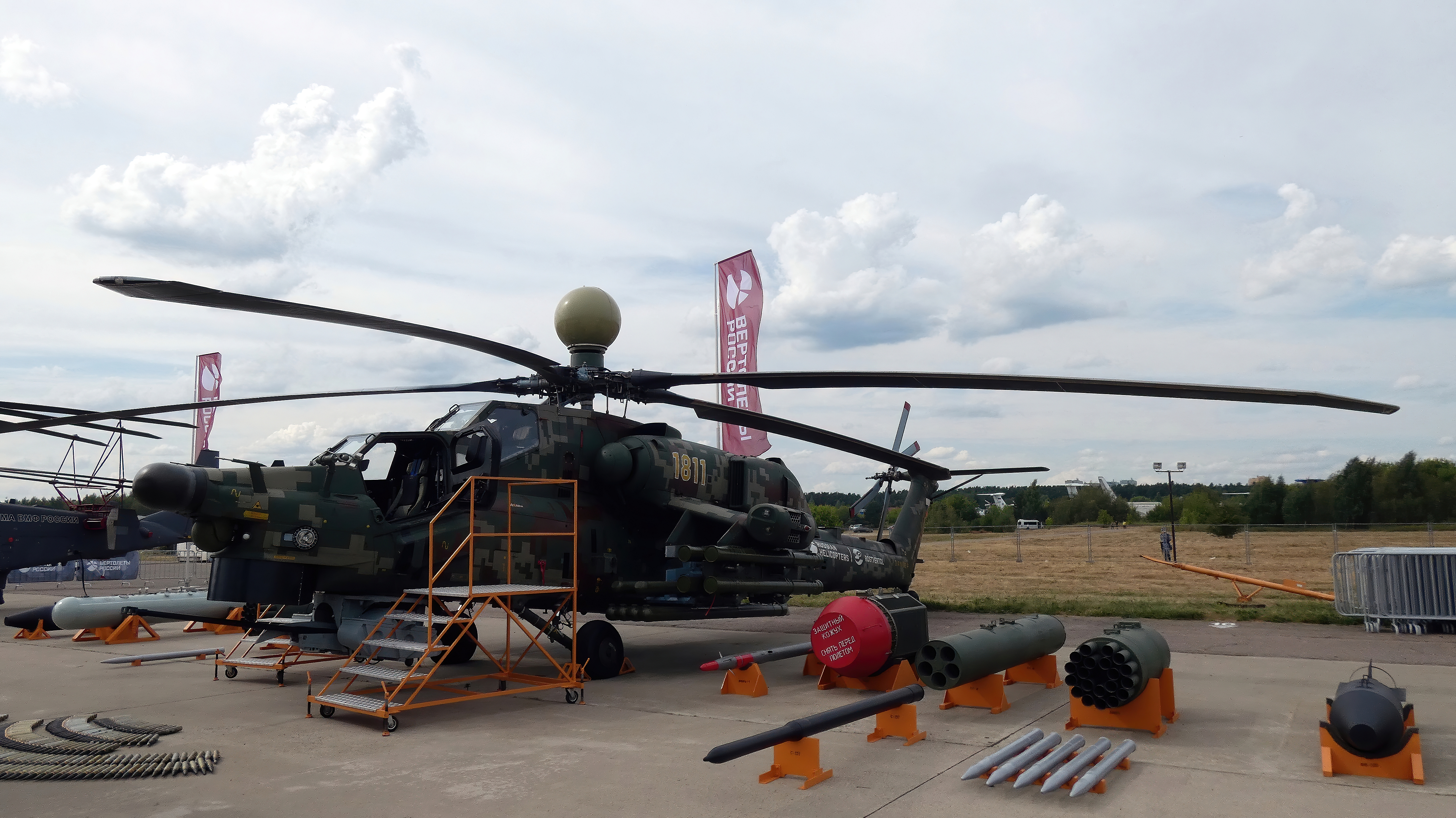
Mi-28NM a la MAKS-2021 airshow

| Nom del model           | Explicació breu |
| ----------------------- | --- |
| Mil Mi-28               | Prototip |
| Mil Mi-28A              | Actualitzat. Amb nous motors TV3-117. |
| Mil Mi-28L              | Versió amb llicència del Mim Mi-28A. Desenvolupat el 1990 per a l'Iraq. |
| Mil Mi-28N Night Hunter | Versió de nit basada en el Mil Mi-28A. Amb la caixa de canvis principal BP-29 en lloc de BP-28. |
| Mil Mi-28NM             | Modernització del Mi-28N. La instal·lació estàndard del radar sobre el casc H025, un sistema de control duplicat, es complementa amb la capacitat de controlar l'UAV. El 29 de juliol de 2016, el Mil Mi-28NM va fer el seu primer vol. |
| Mil Mi-28NE             | Modificació d'exportació de l'helicòpter Mi-28N. |
| Mil MI-28UB             | Un helicòpter especial amb un kit de control dual, que es pot utilitzar per entrenar en el pilotatge del Mil Mi-28N, tot conservant tota la funcionalitat d'un helicòpter d'atac.                                                       |

## Usuaris

### Actuals
Rússia
- Força Aèria Russa
  - 344º Centre d'Entrenament de Combat, Torzhok
  - 55º Regiment Independent d'Helicòpters, Korenovsk[12]
  - 118º Regiment d'Helicòpters.

## Especificacions (Mil Mi-28)

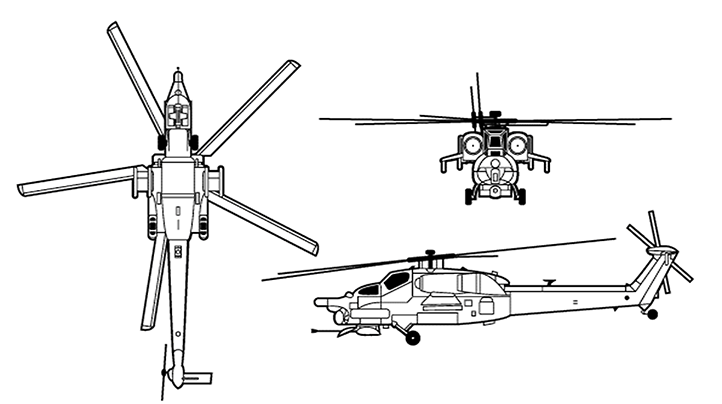

##### Especificacions
- Tripulació: 2 persones
- Longitud del fuselatge: 17,5 m
- Alçada: 3,82 m
- Pes:
  - buit: 8095 kg
  - pes mormal: 10900 kg
  - pes de càrrega en combat: 2300 kg
  - pes del combustible: 1500 kg
- Propulsió:
  - Tipus del motor: Turbina de gas
  - Qunatitat: 2 motors VK-2500
  - Potencia[13]
    - en mode d'emergència: 2 x 2700 CV
    - en mode d'enlairament: 2 x 2200 CV
    - creuer: 2 x 1500 CV

##### Rendiemnt en vol
- Velocitat màxima: 300 km/h
- creuer: 265 km/h
- Règim d'ascens: 13,6 m/s

- Sostre: 5600 m

##### Armament
- 1 canó 2A42 de 30 mm
- Punt d'ancoratge 4
- Coet no guiat: S8 i S13
- ATGM: "Shturm -V i Ataka
- AAM: míssil Igla 4x4